# Юрты-Иска
Юрты-Иска — деревня в Нижнетавдинском районе Тюменской области России. Административный центр Чугунаевского сельского поселения.

## География
Деревня находится на западе Тюменской области, в пределах юго-западной части Западно-Сибирской низменности, в зоне подтайги, на берегах реки Иска, на расстоянии примерно 38 км к западу-юго-западу (WSW) от села Нижняя Тавда, административного центра района. 

### Климат
Климат резко континентальный с холодной продолжительной зимой и коротким тёплым летом. Средняя температура воздуха самого холодного месяца (января) — −18,6 °C (абсолютный минимум — −53 °C); самого тёплого месяца (июля) — 17,6 °C (абсолютный максимум — 38 °С). Безморозный период длится в среднем 111 дней. Среднегодовое количество атмосферных осадков составляет 300—400 мм, из которых 70 % выпадает в тёплый период. Продолжительность залегания снежного покрова составляет в среднем 156 дней.

### Часовой пояс
Деревня Юрты-Иска, как и вся Тюменская область, находится в часовой зоне МСК+2. Смещение применяемого времени относительно UTC составляет +5:00.

## Население
| 2010 |
| ---- |
| 256  |

## Улицы
| - ул. Кооперативная, - пер. Механизаторов, - ул. Механизаторов, - ул. Молодёжная, | - пер. Мусы Джалиля, - ул. Мусы Джалиля, - ул. Набережная, - ул. Новая, | - ул. Рабочая, - пер. Рабочий, - пер. Тюменский, - ул. Центральная. |

## Религиозная деятельность
В деревне находится мечеть, построенная в 2004 году. В 2023 году был выполнен капитальный ремонт мечети, проведён газ. 